# دانيلو كليمينتينو
دانيلو كليمينتينو (5 مارس 1982 البرازيل - ) هو لاعب كرة قدم برازيلي، يلعب كحارس مرمى.

## روابط خارجية
- دانيلو كليمينتينو على موقع الاتحاد الدولي (مؤرشف)  (الإنجليزية)
- دانيلو كليمينتينو على موقع قاعدة بيانات كرة القدم.إي يو (الإنجليزية)
- دانيلو كليمينتينو على موقع ناشيونال فوتبول تيمز (الإنجليزية)
- دانيلو كليمينتينو على موقع Soccerway.com (الإنجليزية)